# Селище (Жлобинский район)
Селище (бел. Селішчы) — деревня в Щедринском сельсовете Жлобинского района Гомельской области Белоруссии.

## География
В 33 км на запад от Жлобина, 14 км от железнодорожной станции Красный Берег (на линии Бобруйск — Гомель), 124 км от Гомеля.
На востоке сеть мелиоративных каналов, на юго-восток гидрологический заказник «Дубовка».

## История
По письменным источникам известна с XIX века как деревня в Степовской волости Бобруйского уезда Минской губернии. Согласно переписи 1897 года находился хлебозапасный магазин.
В 1929 году организован колхоз «Победитель», работала кузница. Во время Великой Отечественной войны оккупанты сожгли 6 дворов. 16 жителей погибли на фронте. Согласно переписи 1959 года в составе колхоза «Прогресс» (центр — деревня Степы).

## Население

### Численность
- 2004 год — 17 хозяйств, 24 жителя.
- 2009 год - 15 жителей .

### Динамика
- 1897 год — 43 двора, 304 жителя (согласно переписи).
- 1925 год — 79 дворов.
- 1940 год — 360 жителей.
- 1959 год — 253 жителя (согласно переписи).
- 2004 год — 17 хозяйств, 24 жителя.
- 2009 год - 15 жителей .

## Транспортная сеть
Транспортные связи по просёлочной, а затем автомобильной дороге Бобруйск — Гомель. Планировка состоит из короткой прямолинейной широтной улицы, застроенной двусторонне деревянными усадьбами.